# Purwasari (Cisayong)
Purwasari is een bestuurslaag in het regentschap Tasikmalaya van de provincie West-Java, Indonesië. Purwasari telt 3240 inwoners (volkstelling 2010).